# Barry Wilmore
Barry Eugene (Butch) Wilmore (Murfreesboro, 29 december 1962) is een Amerikaans ruimtevaarder. Wilmore zijn eerste ruimtevlucht was STS-129 met de spaceshuttle Atlantis en vond plaats op 16 november 2009. Tijdens deze missie werden de EXPRESS Logistics Carrier 1 en 2 naar het Internationaal ruimtestation ISS gebracht.
Wilmore maakte deel uit van NASA Astronautengroep 18. Deze groep van 17 ruimtevaarders begon hun training in 2000 en had als bijnaam The Bugs. 
In totaal heeft Wilmore drie ruimtevluchten op zijn naam staan, waaronder een missie naar het Internationaal ruimtestation ISS. Tijdens zijn missies maakte hij vijf ruimtewandelingen.
Wilmore was gezagvoerder van Starliner-testvlucht Boe-CFT. Doordat er zich op de heenweg problemen met de Starliner hadden voorgedaan werd na grondig onderzoek besloten deze capsule onbemand te laten vertrekken. Aan boord van de volgende Commercial Crew-rotatievlucht, SpaceX Crew-9 werden twee stoelen voor de CFT-bemanning vrijgehouden zodat zij in maart 2025 konden terugkeren.